# Ostrów (Dolina Drwęcy)
Ostrów – jezioro w Polsce, położone w województwie kujawsko-pomorskim, w powiecie brodnickim, w gminie Brodnica, na obszarze Doliny Drwęcy.  

## Charakterystyka
Jezioro jest zbiornikiem typu wytopiskowego o wysokim stopniu zarastania, powstałym w wyniku wytapiania się brył martwego lodu. Jego wody uchodzą do rzeki Drwęcy. Na jeziorze jest wyspa o pow. 2,5 ha.

## Flora i fauna
Silnie rozwinięta roślinność, pas oczeretów, roślinność podmokła. Występujące ryby to szczupak, okoń, lin, karaś, płoć.